# رباعية فالو
رباعية فالو (بالإنجليزية: Tetralogy of Fallot)‏ هو مرض قلبي خلقي، ويعتبر أيضًا واحد من أهم أسباب متلازمة الطفل المزرق، وكذلك يعتبر واحدًا من أكثر الأمراض القلبية الزرقية انتشارًا، إذ يحدث فيه (تحويل دموي من اليمين إلى اليسار) في القلب مما يؤدي إلى ضخ دم منقوص الأكسجين للجسم.
وصَف العالِم الدانماركي نيكولاس ستينو المرض لأول مرة عام 1672م، وقام أيضًا العالِم إدوارد سانديفورت بوصف المرض عام 1773م، لكنه سمّي باسم الطبيب الفرنسي إتيان فالو عام 1888م حيث كان أول من وصف تفاصيل المرض بشكل كامل.
عُرف المرض بالرباعية لوجود أربع اعتلالات تشريحية تصيب قلب الطفل.

## إحصائيات
تعد رباعية فالو من أكثر الأمراض القلبية الزرقية انتشارًا، وتقدر الإحصائيات أن 10% من حالات الأمراض القلبية الخلقية مصابة برباعية فالوت، كما تقدّر نسبة حدوث هذا المرض بالنسبة بين المواليد 9.6 لكل 10,000 مولود.
تقدّر نسبة الإصابة في حالة الأبوين المصابين بـ 1-5%، وبشكلٍ عام فإن الرباعية تصيب الذكور أكثر من الإناث. كذلك يقدّر عدد المصابين في العالم برباعية فالو، بنحو 400 مليون من الولادات الحية.

## الأسباب
ليس هناك أسباب معروفة للمرض، لكن هناك العديد من العوامل الوراثية وحتى البيئية التي ارتبطت بحدوث المرض. من ذلك دراسة برتغالية وضحت ارتباط الجين (بالإنجليزية: MTHFR)‏ بحدوث المرض. يرتبط أيضًا حدوث الرباعية بحالات حذف الكروموسوم 22، وكذلك متلازمة دي جورج.
كذلك من الجينات التي يعتقد أنها ترتبط بحدوث الرباعية، جينات JAG1، و NKX2-5، و ZFPM2، وعامل النمو البطاني الوعائي.
هناك أيضًا بعض العوامل التي تزيد نسبة الإصابة عند المواليد، منها إصابة الأم الحامل بأمراض فيروسية كالحصبة الألمانية، وكذلك سوء تغذية الأم خلال مرحلة الحمل، واستخدامها للمشروبات الكحولية، والحمل بعد عمر 40 سنة، وإصابة الأم بمرض السكري. كذلك فإن المواليد الذي يولدون بمتلأزمات خلقية كمتلازمة داون، ومتلازمة هيدانتوين الجنيني يكونون أكثر قابلية لوجود رباعية فالو.
دراسات علم الأجنة أوضحت أنّ هذا الاعتلال في القلب ناتج عن سوء انتظام أمامي للحاجز الأبهري الرئوي، مما ينتج عنه عيب الحاجز البطيني، وتضيق الصمام الرئوي، والأبهر الممطتي، كما ينتج تضخم البطين الأيمن بسبب زيادة المقاومة في البطين الأيمن لتصريف الدم إلى الشريان الرئوي.

## الفيزيولوجيا المرضية

### الاعتلالات الأساسية
من اسم هذه المتلازمة، فإن رباعية تعني هنا وجود أربع اعتلالات تشريحية في قلب الوليد، يمكن شرحها كالتالي:

#### تضيق رئوي قمعي
حيث يكون هناك تضيق في مجرى تدفق البطين الأيمن (عبر الشريان الرئوي). هذا التضيق يكون أحيانًا في الصمام الرئوي نفسه، ويمكن أن يكون تضيق قمعي في قمع الصمام الرئوي. يحصل هذا التضيق القمعي عادةً بسبب تضخم عضلة جدار القلب (التربيق الجداري الحاجزي)، ويؤدي ذلك أيضًا لتكوّن الأبهر الممتطي.
التضيق الرئوي يُعتبر السبب الرئيسي لظهور باقي الاعتلالات التشريحية، وظهورها يعمل كآلية تعويضية لهذا التضيّق. تختلف أيضًا درجة التضيق الرئوي في رباعية فالو من شخص لآخر، وتُعتبر درجة التضيّق محدِّد أساسي لخطورة أعراض المرض.
يكون أحيانًا هذا التضيّق ناتجًا عن التصاق وريقات الصمام وليس من التصاق الصواري. وفي الحقيقة أنّ كل حالات الرباعية يكون فيها تضيق في حلقة الصمام الرئوي.

#### الأبهر الممتطي
يحدث هنا أن يكون الصمام الأبهري متصلًا مع كلا البطينين الأيمن والأيسر، ويقع هذا الصمام في رباعية فالو على عيب الحاجز البطيني بدلًا من وجوده على البطين الأيسر في الوضع الطبيعي، وينشأ هذا الصمّام من البطين الأيمن في حوالي 50% من حالات الرباعية. الدرجة التي يتصل فيها الأبهر مع البطين الأيمن، تمثّل درجة "الامتطاء"، وهي مختلفة من شخص لآخر وتتراوح درجة الاتصال مع البطين الأيمن بين 5-95%. يتموضع جذر الأبهر أحيانًا أمام عيب الحاجز البطيني وأحيانًا أخرى أعلاه، ودائمًا يكون على الجهة اليمنى لجذر الشريان الرئوي.

#### عيب الحاجز البطيني
هو ثقب في الحاجز بين البطينين، ويتموضع عادةً في الجزء العلوي للحاجز بين البطينين. وفي معظم الحالات يكون هذا الثقب ثقبًا واحدًا كبيرًا، لكن في بعض الحالات يكون الثقب ضيقًا نتيجة لتضخّم الحاجز بين البطينين.

#### تضخم البطين الأيمن
ينشأ تضخم البطين الأيمن ليستطيع البطين التعامل مع ضيق مجرى تدفق الدم في البطين بالإضافة إلى زيادة الضغط بداخله. ويظهر القلب في الأشعة السينية في هذه الحالات على شكل (حذاء)، وذلك نسبةً لتضخم البطين الأيمن.
حاليًا، يعتبر تضخم البطين الأيمن من ضمن الاعتلالات الثانوية، لأنّ هذا التضخم يزداد مع زيادة العمر.

### الاعتلالات الثانوية
تترافق بين الحين والآخر اعتلالات عديدة تختلف من شخص لآخر ومنها: تضيق الشريان الرئوي الأيسر في نحو 40% من المرضى، وكذلك الصمام الرئوي ثنائي الشُّرف في نحو 40% من المرضى، والقوس الأبهري الأيمن في نحو 25% من المرضى.
كذلك تلاحظ التشوهات في الشرايين التاجية، في نحو 10% من المرضى، وسُجّلت حالات التشوّه في الشريان التاجي الأمامي الأيسر النازل في حوالي 9% من المرضى. تتواجد أحيانًا الثقبة البيضوية السالكة، أو عيب الحاجز الأذيني، وتسمى هذه الحالة أحيانًا بخماسية فالو.
كذلك يمكن ملاحظة عيب الحاجز الأذيني البطيني عند بعض المرضى، والأضلاع المتشعبة والجنف، والقناة الشريانية السالكة، وعيب الحاجز البطيني (في الجزء العضلي)، وانعدام الصمام الرئوي.
أحيانًا يترافق حدوث رباعية فالو مع رتق الرئة (Pseudotruncus Arteriosus)، وهي من الحالات الخطيرة التي يحدث فيها انسداد كامل للشريان الرئوي، وبالتالي لمجرى تدفق الدم في البطين الأيمن. ينتقل في هذه الحالة الدم من البطين الأيمن مباشرةً إلى الأيسر عبر عيب الحاجز البطيني، ثم عبر الأبهر إلى الجسم، وتحظى الرئة بتغذيتها الدموية إما عبر الشرايين الجهازية الرادفة أو عبر القناة الشريانية السالكة.

## الأعراض والعلامات
1. زرقة في الشفة وأطراف الأصابع لنسبة لاختلاط الدم المؤكسد مع غير المؤكسد.
2. أصوات غير طبيعية تسمع في القلب.
3. مشاكل التنفس
4. الإعياء السريع
5. ضعف في النمو

## وصلات خارجية
- http://www.medscape.com/viewarticle/558583
- http://www.sehha.com/diseases/cvs/Tetralogy-of-Fallot1.htm